# 1989 (album của Ryan Adams)
1989 là album phòng thu thứ 15 của ca sĩ kiêm sáng tác nhạc người Mỹ Ryan Adams, phát hành dưới định dạng kỹ thuật số thông qua hãng thu PAX AM vào ngày 21 tháng 9 năm 2015. Album gồm những bài hát trình bày lại, trích từ album cùng tên của Taylor Swift. Album này đạt hạng 7 trên Billboard 200 Hoa Kỳ với 56.000 đơn vị album tương đương, cao hơn album gốc của Swift 1 hạng, khi đang xếp hạng tuần thứ 48.
Adams bắt đầu chú ý tới album của Taylor Swift vào đoạn cuối cuộc hôn nhân với Mandy Moore. Adams ban đầu mô tả album này theo phong cách của nhóm nhạc The Smiths. Trong thời gian thu âm, anh tìm thấy điểm tương đồng trong Darkness on the Edge of Town của Bruce Springsteen và Meat Is Murder của The Smiths.

## Đánh giá chuyên môn
| Đánh giá chuyên môn  | Đánh giá chuyên môn |
| Điểm trung bình      | Điểm trung bình     |
| Nguồn                | Đánh giá            |
| -------------------- | ------------------- |
| Metacritic           | 69/100              |
| Nguồn đánh giá       |                     |
| Nguồn                | Đánh giá            |
| AllMusic             | [ 7 ]               |
| American Songwriter  | [ 8 ]               |
| The A.V. Club        | A-                  |
| The Boston Globe     | Tích cực            |
| Entertainment Weekly | A-                  |
| Los Angeles Times    | Tích cực            |
| Pitchfork            | 4/10                |
| Slant Magazine       | [ 14 ]              |
| Sputnikmusic         | 3.9/5               |
| The Telegraph        | [ 16 ]              |

Phiên bản 1989 của Adams nhận hầu hết là các đánh giá tích cực của giới phê bình âm nhac. Trên Metacritic, một trang mạng tổng hợp điểm đánh giá trung bình của các nhà phê bình với thang điểm 100, album nhận được số điểm 69, dựa trên 25 bài nhận xét, đồng nghĩa với mức đánh giá tích cực.

### Giải thưởng
| Cơ quan báo chí      | Xếp hạng | Danh sách                  |
| -------------------- | -------- | -------------------------- |
| Diffuser             | 8        | 50 album hay nhất năm 2015 |
| Entertainment Weekly | 40       | 40 album hay nhất năm 2015 |
| NME                  | 50       | Album của năm 2015         |
| Paste                | 40       | 50 album hay nhất năm 2015 |
| Rough Trade          | 99       | Album của năm 2015         |
| Huffington Post      | 8        | Album của năm 2015         |

## Danh sách bài hát
| STT              | Nhan đề                      | Sáng tác                             | Thời lượng |
| ---------------- | ---------------------------- | ------------------------------------ | ---------- |
| 1.               | "Welcome to New York"        | Taylor Swift, Ryan Tedder            | 3:18       |
| 2.               | "Blank Space"                | Swift, Max Martin, Shellback         | 3:21       |
| 3.               | "Style"                      | Swift, Martin, Shellback, Ali Payami | 2:44       |
| 4.               | "Out of the Woods"           | Swift, Jack Antonoff                 | 6:07       |
| 5.               | "All You Had to Do Was Stay" | Swift, Martin                        | 3:30       |
| 6.               | "Shake It Off"               | Swift, Martin, Shellback             | 4:06       |
| 7.               | "I Wish You Would"           | Swift, Antonoff                      | 3:44       |
| 8.               | "Bad Blood"                  | Swift, Martin, Shellback             | 3:55       |
| 9.               | "Wildest Dreams"             | Swift, Martin, Shellback             | 5:21       |
| 10.              | "How You Get the Girl"       | Swift, Martin, Shellback             | 3:50       |
| 11.              | "This Love"                  | Swift                                | 4:45       |
| 12.              | "I Know Places"              | Swift, Tedder                        | 5:14       |
| 13.              | "Clean"                      | Swift, Imogen Heap                   | 4:23       |
| Tổng thời lượng: | Tổng thời lượng:             | Tổng thời lượng:                     | 54:18      |

## Những người thực hiện
Đội ngũ tham gia sản xuất 1989 dựa trên phần bìa ghi chú.
Nhạc sĩ
- Ryan Adams — hát, guitar, synthesizer, pump organ, piano, thùng rác
- Nate Lotz — trống, bộ gõ
- Charlie Stavish — bass guitar, synthesizer, bộ gõ
- Nate Walcott — piano, organ, pump organ, synthesizer
- Tod Wisenbaker — guitar
- Stephen Patt — double bass, pedal steel guitar
- The Section Quartet — bộ dây

Thực hiện
- Ryan Adams — sản xuất âm nhạc
- Charlie Stavish — sản xuất âm nhạc, kỹ sư âm nhạc, phối khí
- Gavin Lurssen — chủ nhiệm
- Julia Brokaw — ảnh
- Andy West Design — thiết kế

## Xếp hạng
| Bảng xếp hạng (2015)                     | Thứ hạng cao nhất |
| ---------------------------------------- | ----------------- |
| Album Úc (ARIA)                          | 9                 |
| Album Bỉ (Ultratop Vlaanderen)           | 9                 |
| Album Canada (Billboard)                 | 9                 |
| Album Hà Lan (Album Top 100)             | 21                |
| Album Phần Lan (Suomen virallinen lista) | 28                |
| Album Ireland (IRMA)                     | 15                |
| Album New Zealand (RMNZ)                 | 18                |
| Norwegian Albums (VG-lista)              | 21                |
| Album Tây Ban Nha (PROMUSICAE)           | 78                |
| Album Thụy Điển (Sverigetopplistan)      | 38                |
| Album Thụy Sĩ (Schweizer Hitparade)      | 58                |
| Album Anh Quốc (OCC)                     | 19                |
| Album Hoa Kỳ Billboard 200               | 7                 |
| US Vinyl Albums (Billboard)              | 2                 |

## Lịch sử phát hành
| Ngày                 | Quốc gia | Định dạng      | Hãng đĩa |
| -------------------- | -------- | -------------- | -------- |
| 21 tháng 9 năm 2015  | Mỹ       | tải nhạc số    | PAX AM   |
| 6 tháng 11 năm 2015  | Mỹ       | CD             | PAX AM   |
| 11 tháng 12 năm 2015 | Mỹ       | vinyl cassette | PAX AM   |